# Karl Köther
Karl Köther (ur. 27 maja 1905 w Hanowerze, zm. 27 stycznia 1986 w Seelze) – niemiecki kolarz torowy, brązowy medalista olimpijski.

## Kariera
Największy sukces w karierze Karl Köther osiągnął w 1928 roku, kiedy wspólnie z Hansem Bernhardtem zdobył brązowy medal w wyścigu tandemów podczas igrzysk olimpijskich w Amsterdamie. W zawodach tych Niemcy ulegli jedynie zespołowi Holandii (Bernard Leene i Daan van Dijk) oraz Wielkiej Brytanii (Jack Sibbit i Ernest Chambers). Był to jedyny medal wywalczony przez Köthera na międzynarodowej imprezie tej rangi. Był to również jego jedyny start olimpijski. Nigdy nie zdobył medalu na torowych mistrzostwach świata.
Jego syn Karl Köther junior również był kolarzem.